# 남서독일방송
남서독일방송(SWR, 독일어: Südwestrundfunk)은 라인란트팔츠주와 바덴뷔르템베르크주를 권역으로 하는 ARD계열 공영 방송이다. 남서독일방송은 슈투트가르트에 본사를 둔 남부독일방송(Süddeutscher Rundfunk, SDR)와 바덴바덴에 본사를 둔 남서 라디오(Südwestfunk, SWF)의 두 방송국이 1998년에 합병하여 설립되었다. 합병 이후에도 두 방송국은 지역별로 일부 시간대에 자체 편성을 행하고 있다.

## 텔레비전 채널
- Das Erste : ARD의 전국 방송 채널.
- SWR Fernsehen : SWR의 지역 방송 채널. 1969년 4월 5일에 남부독일방송(SDR), 남서 라디오(SWF)가 연합한 채널인 "Südwest 3”이었다. SWR로 합병후 "Südwest Fernsehen”이 되었고, 2006년에 현재의 이름이 되었다. 주 별로 바덴뷔르템베르크의 지역 채널(SWR Fernsehen BW)과 라인란트팔츠의 지역 채널(SWR Fernsehen RP)로 나뉘어 방송한다. 자를란트 방송(SR)의 텔레비전 채널 ‘SR Fernsehen’에서 SWR의 프로그램 70%이상을 재전송한다.
- EinsPlus : 남서독일방송에서 관리하는 디지털 전용 채널로, 1997년 8월 29일 개국, 2016년 9월 30일 종방. 2005년 4월 22일까지는 EinsMuXx라고 불렀다.

## 라디오 채널
- SWR1 (Eins gehört gehört – SWR1) : 30~55세 청장년을 대상으로 한 1960~1990년대의 각종 대중 음악 방송. 주 별로 두개의 지역 채널로 나뉘어 방송한다.
  - SWR1 Baden-Württemberg
  - SWR1 Rheinland-Pfalz
- SWR2 (Lust auf Kultur): 문화 중심 방송. 클래식, 재즈 등의 음악도 편성.
- SWR3 (Mehr Hits – mehr Kicks – einfach SWR3): 14~39세 청소년을 대상으로 한 대중 음악 방송.
- SWR4 (Da sind wir daheim): 장년층 및 노년층을 대상으로 한 방송. 여러 지역별로 나뉘어 다양한 편성을 하고 있다.
  - SWR4 Baden-Württemberg
    - Baden Radio (카를스루에)
    - Bodensee Radio (프리드리히스하펜)
    - Franken Radio (하일브론)
    - Kurpfalz Radio (만하임)
    - Radio Stuttgart (슈투트가르트)
    - Radio Südbaden (프라이부르크)
      - Hochrhein Radio (뢰라흐)
      - Ortenau Radio (오펜부르크)
      - Radio Breisgau (프라이부르크)
      - Radio Schwarzwald-Baar-Heuberg (필링엔-슈베닝엔)

    - Radio Tübingen (튀빙겐)
    - Schwaben Radio (울름)

  - SWR4 Rheinland-Pfalz
    - Radio Kaiserslautern (카이저슬라우테른)
    - Radio Koblenz (코블렌츠)
    - Radio Ludwigshafen (루트비히스하펜)
    - Radio Mainz (마인츠)
    - Radio Trier (트리어)
- DASDING (Live – laut – lässig): 청소년 대상 방송.
- SWRinfo (Wir haben die News – jetzt!): 뉴스 및 시사 채널.

## 악단
- 슈투트가르트 남서독일 방송 교향악단
- 바덴바덴과 프라이부르크 남서독일 방송 교향악단

## 갤러리

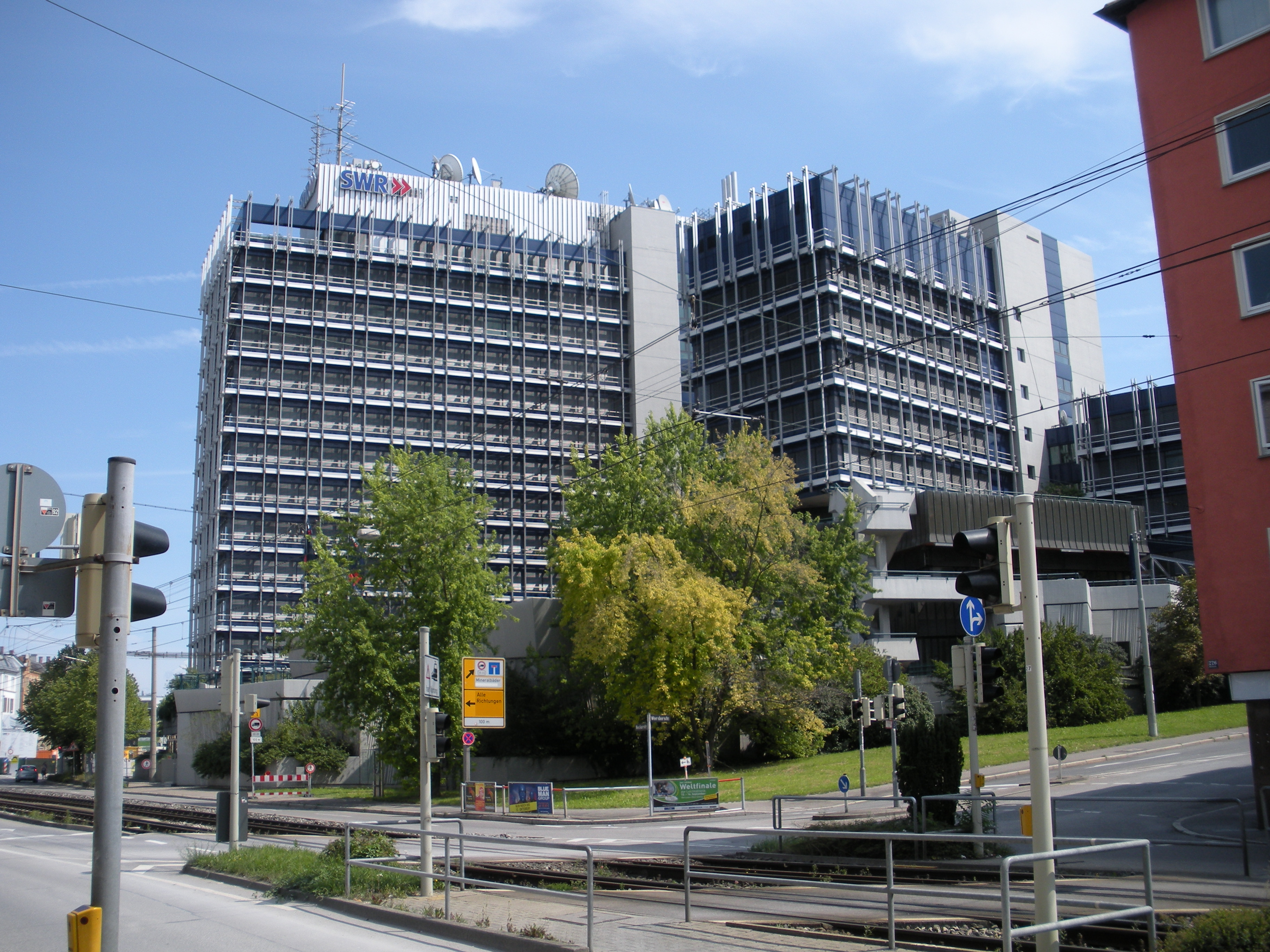
SWR의 슈투트가르트 본사
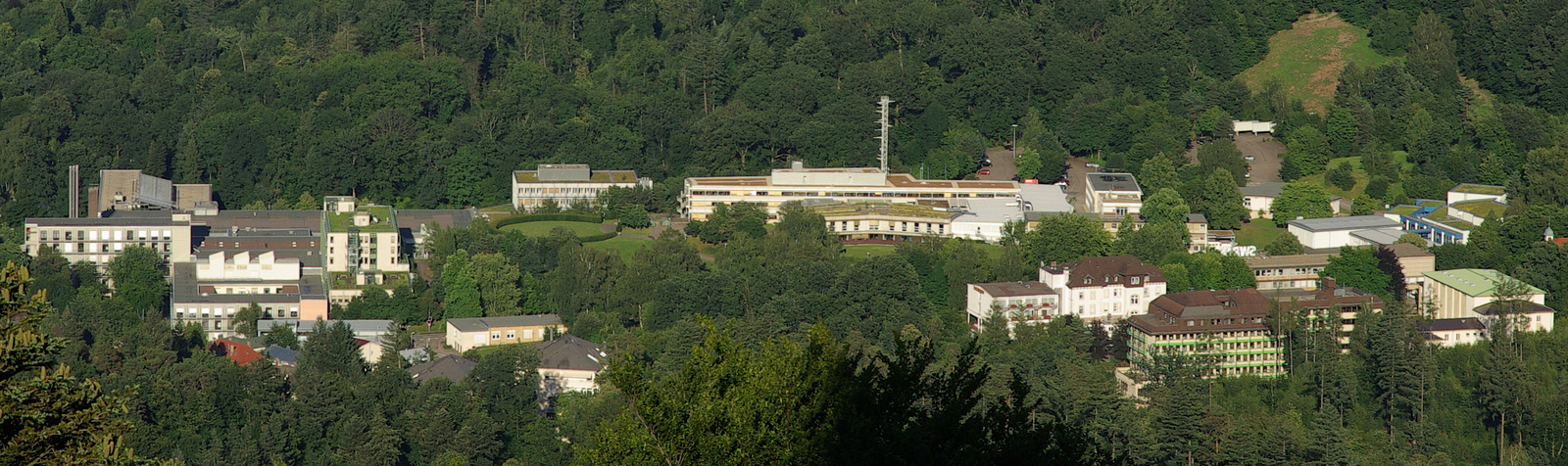
SWR의 바덴바덴 사옥
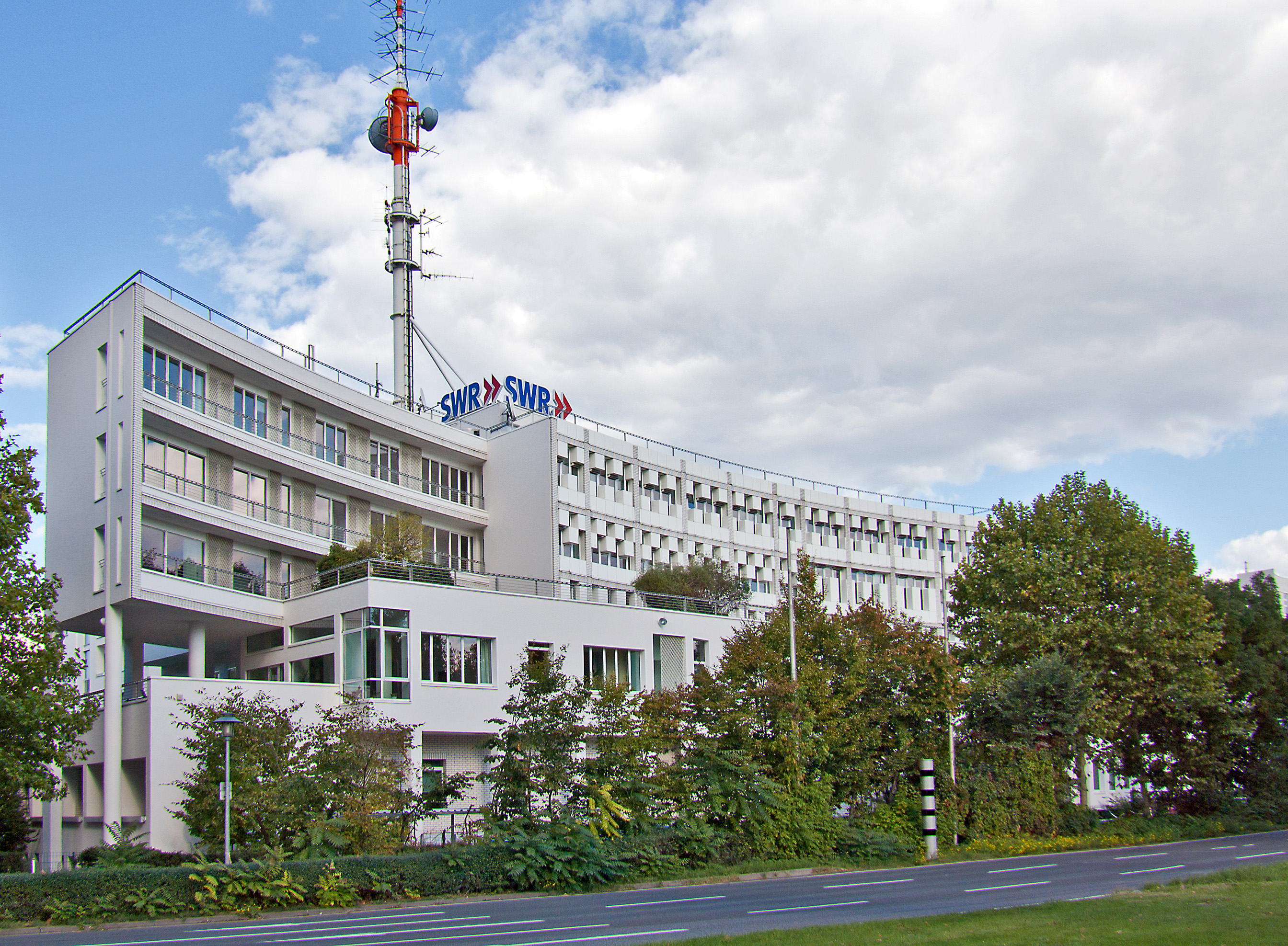
SWR의 만하임 사옥